# Lucas Torró
Lucas Torró Marset (Cocentaina, Alicante, 19 de julio de 1994), conocido como Lucas Torró, es un futbolista español que juega como centrocampista en el Club Atlético Osasuna de la Primera División de España.

## Trayectoria
Es el más pequeño de una familia numerosa de siete hermanos, cuatro chicos y tres chicas. Siempre destaca que gracias a su familia, especialmente a sus padres, que le han apoyado desde el principio de su trayectoria, ha podido alcanzar el nivel humano y profesional para triunfar en el mundo del fútbol. Desde su trayectoria anterior a recalar en la Fábrica madridista se desarrolló entre su provincia natal, Alicante, y Valencia, donde militó durante tres años en el Ontinyent (2003-06). Después de eso, dio el salto a uno de los clubes más importantes de Alicante, el Hércules, del que terminó saliendo para fichar por el Alcoyano en el año 2009. Tres temporadas en Alcoy a buen nivel, llegando a debutar con el primer equipo en Segunda División, sirvieron para que el Real Madrid se fijara en él y apostara por su fichaje para el Juvenil A, donde ingresó en verano de 2012. Desde entonces, su crecimiento no se ha frenado a pesar de que en algunas ocasiones no contó con los minutos necesarios para mejorar.
Alberto Toril primero y después Manolo Díaz le hicieron jugar en el primer filial pese a tener ficha con el Real Madrid C y eso le privó de minutos, aunque los que tuvo fueron de mayor calidad. Esta temporada, Zidane ha visto en él un jugador con mucho futuro, en Primera División con toda seguridad y quién sabe si en el Santiago Bernabéu. El entrenador del Real Madrid Castilla le ha dado galones junto a Medrán en el centro del campo y habla maravillas de él, hecho que ha servido para que Carlo Ancelotti le cite en diferentes ocasiones para completar las convocatorias del primer equipo, tanto en Liga como en Liga de Campeones.
En julio de 2016 se desvinculó del Real Madrid Castilla para firmar por el Real Oviedo. Al centrocampista le quedaban dos años más de contrato en la casa blanca (hasta junio de 2018) pero el alicantino decide firmar por el Real Oviedo avalada por el propio Fernando Hierro. Con una imponente presencia física -mide 1'90- y gran salida de balón ha sido internacional en todas las categorías, además de ser considerado como una de las grandes promesas de La Fábrica (nombre con el que se conoce a la cantera del Real Madrid).
El 6 de julio de 2017 se anunció su fichaje por el Club Atlético Osasuna, que llega libre procedente del Real Madrid Castilla para las 3 próximas temporadas. En el contrato se pactó, además, una cláusula de rescisión de 3,5 millones para los equipos de Segunda división y de 7 millones para los de Primera. El Real Madrid se reservaba derecho de recompra y el 50% del importe de un hipotético traspaso.
Tras marcharse al Eintracht Fráncfort en 2018, el 4 de agosto de 2020 se hizo oficial su regreso al conjunto navarro para las siguientes cuatro temporadas.
El 9 de junio de 2022, el club navarro anuncia la renovación de su contrato hasta el 2027 y la subida de su cláusula de rescisión hasta los 20.000.000€.

## Clubes
| Club                      | País     | Año       | Liga      | Partidos | Goles |
| ------------------------- | -------- | --------- | --------- | -------- | ----- |
| C.D. Alcoyano             | España   | 2011-2012 | 2.ª       | 2        | 0     |
| Real Madrid Castilla C.F. | España   | 2012-2016 | 2.ª y 2ªB | 52       | 1     |
| Real Oviedo (Cedido)      | España   | 2016-2017 | 2.ª       | 40       | 1     |
| C.A. Osasuna              | España   | 2017-2018 | 2.ª       | 39       | 1     |
| Eintracht Frankfurt       | Alemania | 2018-2020 | 1.ª       | 22       | 2     |
| C.A. Osasuna              | España   | 2020-     | 1.ª       | 170      | 7     |

Debut en 1.ª División: 12 de septiembre de 2020, Cádiz C. F. 0-2 C. A. Osasuna
| Temporadas en 1.ª | Partidos en 1.ª | Goles en 1.ª | Partidos en Copa | Goles en Copa | Internacional |
| ----------------- | --------------- | ------------ | ---------------- | ------------- | ------------- |
| 6                 | 155             | 6            | 16               | 1             | 0             |